# Accra Sports Stadium
Het Accra Sportsstadion is een multifunctioneel stadion in Accra, de hoofdstad van Ghana. Het stadion werd vroeger het Ohene Djan Stadium genoemd. Op dit moment wordt het stadion voornamelijk voor voetbal- en rugbywedstrijden gebruikt.  
Oorspronkelijk droeg het stadion de naam die het nu draagt. Het is echter enige tijd naar Ohene Djan vernoemd geweest. De hernoeming leidde echter tot protesten onder de bevolking van Accra en uiteindelijk keerde de naam Accra Sports Stadium weer terug.

## Geschiedenis

### Ramp in 2001
Op 9 mei 2001 vond in dit stadion de grootste stadionramp van Afrika plaats. Daarbij vonden 127 mensen de dood. De ramp gebeurde tijdens een wedstrijd tussen Accra Hearts of Oak Sporting Club en Asante Kotoko. Toen de thuisclub voorkwam begonnen fans van Asante stoelen en flessen op het veld te gooien. De politie greep in met traangas waarop paniek uitbrak onder de supporters. Toen die het stadion probeerden te ontvluchten kwamen er mensen om door de verdrukking en verstikking die ontstond. In het onderzoek dat werd gedaan naar aanleiding van deze ramp kwam naar voren dat de politie fouten had gemaakt en dat er onvoldoende medisch personeel in het stadion aanwezig was. Verder waren er poorten afgesloten om te voorkomen dat mensen het stadion uit konden vluchten.

### Renovatie en gebruik
In 2007-2008 werd het stadion gerenoveerd om te voldoen aan de eisen van de FIFA. Zodoende kon het stadion worden ingezet bij de Afrika Cup van 2008. Na de renovatie werd er geopend met een vierlandentoernooi die werd gewonnen door Ghana (De Zenith Cup).
Het stadion wordt door een aantal clubs gebruikt als thuishaven. Accra Hearts of Oak Sporting Club, Great Olympics en het nationale elftal spelen er hun thuiswedstrijden. Ook is dit stadion enkele keren ingezet op de Afrika Cup.

### Internationale voetbaltoernooien
In 1963 was het een van de twee stadions die werden gebruikt voor de Afrika Cup van dat jaar. Op dat toernooi werden er drie wedstrijden in groep A gespeeld en de troostfinale en finale. In de finale, 1 december 1963, won het gastland Ghana met 3–0 van Soedan. De Afrika Cup van 1978 werd ook mede in dit stadion gehouden. Alle wedstrijden in poule A en 3 wedstrijden in knock-outfase waren in dit stadion. Waaronder ook de finale waarin Ghana met 2–0 won van Oeganda. Ook in 2000 werd hier hetzelfde toernooi gespeeld. Toen organiseerde Ghana het samen met Nigeria. In dat jaar werden er 6 groepswedstrijden gespeeld, de halve finale en troostfinale.
| 1  | 24 november 1963 | Ghana – Tunesië                          | 1 – 1 | Groepsfase   |        |  |  |
| 2  | 26 november 1963 | Ghana – Ethiopië                         | 2 – 0 | Groepsfase   |        |  |  |
| 3  | 28 november 1963 | Ethiopië – Tunesië                       | 4 – 2 | Groepsfase   |        |  |  |
| 4  | 30 november 1963 | Verenigde Arabische Republiek – Ethiopië | 3 – 0 | Troostfinale |        |  |  |
| 5  | 1 december 1963  | Ghana – Soedan                           | 3 – 0 | Finale       |        |  |  |
|    |                  |                                          |       |              |        |  |  |
| 6  | 5 maart 1978     | Ghana – Zambia                           | 2 – 1 | Groepsfase   | 50.000 |  |  |
| 7  | 5 maart 1978     | Nigeria – Opper-Volta                    | 4 – 2 | Groepsfase   | 50.000 |  |  |
| 8  | 8 maart 1978     | Zambia – Opper-Volta                     | 2 – 0 | Groepsfase   | 60.000 |  |  |
| 9  | 8 maart 1978     | Nigeria – Ghana                          | 1 – 1 | Groepsfase   | 60.000 |  |  |
| 10 | 10 maart 1978    | Zambia – Nigeria                         | 0 – 0 | Groepsfase   | 25.000 |  |  |
| 11 | 10 maart 1978    | Ghana – Opper-Volta                      | 3 – 0 | Groepsfase   | 25.000 |  |  |
| 12 | 14 maart 1978    | Ghana – Tunesië                          | 1 – 0 | Halve finale | 10.000 |  |  |
| 13 | 16 maart 1978    | Nigeria – Tunesië                        | 1 – 1 | Troostfinale |        |  |  |
| 14 | 16 maart 1978    | Ghana – Oeganda                          | 2 – 0 | Finale       | 40.000 |  |  |
|    |                  |                                          |       |              |        |  |  |
| 15 | 22 januari 2000  | Ghana – Kameroen                         | 1 – 1 | Groepsfase   | 45.000 |  |  |
| 16 | 24 januari 2000  | Ivoorkust – Togo                         | 1 – 1 | Groepsfase   | 13.000 |  |  |
| 17 | 27 januari 2000  | Ghana – Togo                             | 2 – 0 | Groepsfase   | 30.000 |  |  |
| 18 | 28 januari 2000  | Kameroen – Ivoorkust                     | 3 – 0 | Groepsfase   | 5.000  |  |  |
| 19 | 31 januari 2000  | Ghana – Ivoorkust                        | 0 – 2 | Groepsfase   | 40.000 |  |  |
| 20 | 2 februari 2000  | Congo-Kinshasa – Gabon                   | 0 – 0 | Groepsfase   | 2.000  |  |  |
| 21 | 6 februari 2000  | Kameroen – Algerije                      | 2 – 1 | kwartfinale  | 15.000 |  |  |
| 22 | 10 februari 2000 | Kameroen – Tunesië                       | 3 – 0 | Halve finale | 6.000  |  |  |
| 23 | 12 februari 2000 | Zuid-Afrika – Tunesië                    | 2 – 2 | Finale       | 1.000  |  |  |
|    |                  |                                          |       |              |        |  |  |
| 24 | 20 januari 2008  | Ghana – Guinee                           | 2 – 1 | Groepsfase   | 35.000 |  |  |
| 25 | 21 januari 2008  | Namibië – Marokko                        | 1 – 5 | Groepsfase   | 2.000  |  |  |
| 26 | 24 januari 2008  | Guinee – Marokko                         | 3 – 2 | Groepsfase   | 15.000 |  |  |
| 27 | 24 januari 2008  | Ghana – Namibië                          | 1 – 0 | Groepsfase   | 45.000 |  |  |
| 28 | 28 januari 2008  | Ghana – Marokko                          | 2 – 0 | Groepsfase   | 40.000 |  |  |
| 29 | 29 januari 2008  | Ivoorkust – Mali                         | 3 – 0 | Groepsfase   | 20.000 |  |  |
| 30 | 3 februari 2008  | Ghana – Nigeria                          | 2 – 1 | Kwartfinale  | 45.000 |  |  |
| 31 | 7 februari 2008  | Ghana – Kameroen                         | 0 – 1 | Halve finale | 45.000 |  |  |
| 32 | 10 februari 2008 | Kameroen – Egypte                        | 0 – 1 | Finale       | 40.000 |  |  |